# Rocío Muñoz Morales
Rocío Muñoz Morales (n. 10 iunie 1988, Madrid) este actriță, dansatoare, model, fostă balerină și prezentatoare spaniolă care și-a petrecut cea mai mare parte a carierei sale în Italia. Între 31 august și 10 septembrie 2022 a fost prezentatoarea și gazda celui de-Al 79-lea Festival Internațional de Film de la Veneția din 2022.
Muñoz Morales și-a început cariera ca dansatoare și a continuat să apară în film, televiziune și în teatru, în special în producții din Italia. În 2018, s-a întors în Spania pentru a prezenta versiunea spaniolă a emisiunii de televiziune Dancing with the Stars – Mira quién baila (Uite cine dansează), emisiune franciză, existentă și în România sub numele de Dansez pentru tine.

## Biografie

### Dansatoare, actriță
Născută la Madrid în 1988, a început să studieze dansul la vârsta de șase ani, specializându-se în dans de sală; ajungând la cea mai înaltă categorie, din această specialitate, la vârsta de doisprezece ani, devenind una dintre dansatoarele din elita spaniolă la această disciplină de dans. Debutul său la televiziune a fost ca profesoară și dansatoare în programul ¡Mira quién baila! – Uite cine dansează, program difuzat inițial de canalul TVE – Televisión Española, și, ulterior, de canalul Telecinco, sub numele modificat de ¡Más que baile! – Mai mult decât dansul.
Talentata spaniolă a început să-și dezvolte o anumită cariera internațională, ca dansatoare, alături de cântărețul spaniol Julio Iglesias, participând la unele dintre turneele sale mondiale, precum „Live,” „Julio Iglesias en concierto” și „40 años. În 2010, Rocío Muñoz Morales a debutat ca actriță în serialul de televiziune La pecera de Eva, produs de Isla Producciones și difuzat de canalul de televiziune Telecinco. În același an, a interpretat rolul Samantha,în cel de-al doilea sezon al serialului de televiziune Ángel o demonio (Angeli și demoni), difuzat, de asemenea, de Telecinco. În 2012, dansatoarea, devenită actriță, a jucat în comedia Todo es posible en el bajo (Totul este posibil în bas), produs și regizat de Jose Luis Moreno.

### Model și imagine de brand
În cariera sa de model, a colaborat cu numeroase branduri de modă și publicitate. În plus, a pozat și pentru reviste precum sunt Elle, Vogue, Woman, Telva, Glamour, Vanity Fair, Grazia ori Yo Donna. De asemenea, Rocío Muñoz Morales, cunoscută și alintată uneori ca Roco, a fost imaginea unor firme și brand-uri precum Vodafone, Mercedes, L'Oréal, Nescafé, Media Markt, Hello Kitty, Disney, dar și ale altora.

## Viață privată
Rocío Muñoz menține o relație sentimentală de lungă durată cu actorul italian Raoul Bova, cu care a jucat în filme de cinema și de televiziune.
Muñoz Morales și Bova au împreună două fete, Luna (născută pe 2 decembrie 2015) și Alma (născută pe 1 noiembrie 2018).
Din 2017, „Roco” este reprezentanta campaniei de caritate Chicco Di Felicità, care a fost inițiată de marca Chicco bambini în favoarea apărării minorilor, care trebuie apărați, fiind în situații dificile.

## Filmografie

### Cinema
- 2012 — Immaturi - Il viaggio – Imatur - Călătoria, regia Paolo Genovese
- 2015 — Tutte le strade portano a Roma (Toate drumurile duc la Roma), regia, Ella Lemhagen
- 2017 — Natale da chef – Crăciun ca bucătar, regia, Neri Parenti
- 2018 — Tu mi nascondi qualcosa (Îmi ascunzi ceva), regia, Giuseppe Loconsole
- 2020 — Calabria, terra mia – Calabria, pământul meu - scurt-metraj, regia Gabriele Muccino
- 2021 — Reimagine – Reimaginați-vă - scurt-metraj, regia, Gianluca Mangiasciutti
- 2021 — They Talk – Ei vorbesc, regia Giorgio Bruno
- 2021 — Adda passà 'a nottata – Adda [va] merge la noapte - scurt-metraj, regia, Enrico Maria Lamanna
- 2021 — The Last Try – Ultima încercare, regia, Ilaria De Andreis
- 2022 — Tre sorelle – Trei surori, regia, Enrico Vanzina
- 2022 — (Im)perfetti criminali – Criminali (im)perfecți, regia, Alessio Maria Federici
- 2022 — Uomini da marciapiede – Bărbați de pe trotuar, regia, Francesco Albanese
- 2022 — Fuori dal finestrino – Pe fereastră - scurt-metraj, regia, Maurizio Matteo Merli

### Televiziune
- 2010 — La pecera de Eva, varii regizori
- 2011 — Ángel o demonio – Angel sau diavol, diverși regizori
- 2012 — ¿Bailas?, regia, Javier Balaguer
- 2012 — Todo es posible en el bajo – Totul este posibil în bas, regia, S. Sebastián și J.L. Moreno
- 2015 - 2021 — Un passo dal cielo – La un pas din rai, (Sezoanele 3, 4, 5), regia M. Vullo și J. Michelini
- 2016 — Tango per la libertà – Tango pentru libertate, regia, Alberto Negrin (2016)
- 2021 — Donne di Calabria: Rita Pisano – Doamna din Calabria, Rita Pisano, regia, Enzo Russo
- 2022 — Tre sorelle – Trei surori, regia, Enrico Vanzina – film Prime Video
- 2022 — Giustizia per tutti – Dreptate pentru toți, regia, Maurizio Zaccaro

### Teatru
| An   | Titlu                  | Titlu în română                | Personaj | Țară   | Rol           |
| ---- | ---------------------- | ------------------------------ | -------- | ------ | ------------- |
| 2017 | Certe notti            | Unele nopți                    | Camila   | Italia | Rol principal |
| 2018 | Dì che ti manda Picone | Să zicem că te-a trimis Picone | Mara     | Italia | Rol principal |

## Premii și recunoaștere
- Premiul Kineo Diamanti Del Cinema (2017)[12]
- Monte-Carlo Award (18º Monte-Carlo Film Festival) (2021)
- Premio Margutta - Sezione Libri (2021)
- Premio Diva e Donna dell'anno (2021)
- Cinecibo Award (Film They Talk) (2021)
- Cinemagia Movie Award (2021)